# Bináris kupac
A bináris kupac egy kupac adatszerkezet, mely a d-kupac egy speciális esete, ahol d=2 - azaz egy olyan kupac, ami egy bináris fa, amelyre teljesül két újabb megkötés:
- Teljesség: A bináris kupac egy teljes bináris fa, azaz a fa minden szintje, kivéve esetleg az utolsó szintet, fel van töltve adatokkal, és amennyiben az utolsó szint nem teljes, az balról jobbra van részben feltöltve.
- Kupactulajdonság: A bináris kupacban A csúcs és annak B leszármazottja között fennáll, hogy (maximum kupac esetén) kulcs(A) ≥ kulcs(B), vagy (minimum kupac esetén) kulcs(B) ≥ kulcs(A).

## Műveletek
A bináris kupacban a kupac alapvető műveleteit értelmezzük. A bináris kupac egyes műveleteinek leírásához C példakódot is megadtunk, amely a következő struktúrát használja:
```
typedef
 
struct
 
Kupac
 
{

    
int
 
*
tomb
;

    
int
 
meret
;

    
int
 
kapacitas
;

}
 
Kupac
;

```

A példákban a bináris kupacot tömb formájában implementáljuk, ezt bővebben az Implementáció szakaszban fejtjük ki. A struktúrán felül szükségünk van egy tömböt bővítő függvényre, amely a tömböt átméretezi, ha az betelik, valamint egy cserélő függvényre, amely két elemet megcserél.
```
void
 
bovit
(
Kupac
 
*
kupac
)

{

    
int
 
*
tomb
 
=
 
malloc
(
2
 
*
 
kupac
->
kapacitas
 
*
 
sizeof
(
int
));

    
for
 
(
int
 
i
 
=
 
0
;
 
i
 
<
 
kupac
->
kapacitas
;
 
i
++
)
 
{

        
tomb
[
i
]
 
=
 
kupac
->
tomb
[
i
];

    
}

    
free
(
kupac
->
tomb
);

    
kupac
->
tomb
 
=
 
tomb
;

    
kupac
->
kapacitas
 
*=
 
2
;

}

void
 
cserel
(
int
 
*
a
,
 
int
 
*
b
)

{

    
int
 
tmp
 
=
 
*
a
;

    
*
a
 
=
 
*
b
;

    
*
b
 
=
 
tmp
;

}

```

A továbbiakban minden művelet leírása egy bináris max-kupacra vonatkozik. Min-kupac esetén a relációk megfordulnak.

### Beszúrás
A kupacba való beszúráskor az elemet először a következő helyre rakjuk (azaz amennyiben a fa legalsó szintje nem teljes, akkor a szinten balról jobbra haladva a következő szabad helyre, ha pedig teljes, akkor a következő szint bal szélső elemeként szúrjuk be). Ezután megvizsgáljuk, hogy az új elem nagyobb-e, mint a közvetlen felmenője. Ha igen, megcseréljük. Ezt addig ismételjük, amíg az új felmenő nagyobb nem lesz, mint az elem, vagy az új elem a gyökérelem helyére kerül. Ezt a folyamatot up-heap-nek, azaz felfelé kupacosításnak hívjuk. A legrosszabb esetben az új elem a gyökérelem, azaz egy összehasonlításra és cserére van szükségünk minden szinten, tehát a beszúrás lépésszáma O(log n). Azonban, mivel az elemek 50%-a levélelem, és átlagosan 75%-uk a legalsó két szinten helyezkedik el, a beszúrás átlagos lépésszáma O(1). A lépésszámok nem veszik figyelembe a tömb átméretezésének költségét, azonban a tömb hatékony kezelése esetén azt mondhatjuk, hogy a beszúrás amortizált lépésszáma O(log n).
A beszúrásra kódrészlet:
```
void
 
felfele_kupacosit
(
Kupac
 
*
kupac
)

{

    
int
 
i
 
=
 
kupac
->
meret
 
-
 
1
;

    
int
 
j
 
=
 
(
i
 
-
 
1
)
 
/
 
2
;
 
// szülő

    
while
 
(
i
 
>
 
0
 
&&
 
kupac
->
data
[
i
]
 
>
 
kupac
->
data
[
j
])
 
{

        
cserel
(
&
kupac
->
data
[
i
],
 
&
kupac
->
data
[
j
]);

        
i
 
=
 
j
;

        
j
 
=
 
(
i
 
-
 
1
)
 
/
 
2
;

    
}

}

void
 
beszur
(
Kupac
 
*
kupac
,
 
int
 
ertek
)

{

    
if
 
(
kupac
->
meret
 
==
 
kupac
->
kapacitas
)
 
{

        
bovit
(
kupac
);
 
// ha a tömb betelik

    
}

    
kupac
->
tomb
[
kupac
->
meret
++
]
 
=
 
ertek
;

    
felfele_kupacosit
(
kupac
);

}

```

### Törlés
Max-kupacból való törlés alatt a max-törlés műveletet értjük, azaz a maximum elem eltávolítását a kupacból. A törlés során először megcseréljük a gyökérelemet (azaz a maximum elemet) a kupac utolsó elemével (azaz a legalsó szint jobb szélső elemével), majd az így kapott levelet eltávolítjuk. A fa új gyökéreleme ekkor lehetséges, hogy nem a legnagyobb elem a fában, így a down-heap azaz lefelé kupacosítás műveletét alkalmazzuk: Ha ez az elem kisebb, mint valamely leszármazottja, megcseréljük az elemet a nagyobbik leszármazottjával, és ezt addig folytatjuk ezzel az elemmel, amíg mindkét leszármazottja kisebb nem lesz nála. Mivel mindig a nagyobbik leszármazottjával cseréltük meg, a kupactulajdonság nem sérülhetett, hiszen a helyére mindig nagyobb elem került. Így a kupac helyreáll. Legrosszabb esetben ezt az elemet a legalsó szintig le kell süllyeszteni, tehát összesen O(log n) a törlés lépésszáma.
Példakód törlésre:
```
void
 
lefele_kupacosit
(
Kupac
 
*
kupac
)

{

    
int
 
i
 
=
 
0
;

    
for
 
(;;)
 
{

        
int
 
bal
 
=
 
2
 
*
 
i
 
+
 
1
,
 
jobb
 
=
 
2
 
*
 
i
 
+
 
2
;
 
// bal és jobb gyerek

        
int
 
max
 
=
 
(
jobb
 
<
 
kupac
->
meret
 
&&
 
kupac
->
tomb
[
jobb
]
 
>
 
kupac
->
tomb
[
bal
])
 
?
 
jobb
 
:
 
bal
;

        
if
 
(
bal
 
>=
 
kupac
->
meret
 
||
 
kupac
->
tomb
[
i
]
 
>
 
kupac
->
tomb
[
max
])

            
break
;

        
cserel
(
&
kupac
->
tomb
[
i
],
 
&
kupac
->
tomb
[
max
]);

        
i
 
=
 
max
;

    
}

}

int
 
maximum_torol
(
Kupac
 
*
kupac
)

{

    
cserel
(
&
kupac
->
tomb
[
0
],
 
&
kupac
->
tomb
[
--
kupac
->
meret
]);

    
lefele_kupacosit
(
kupac
);

    
return
 
kupac
->
tomb
[
kupac
->
meret
];

}

```

## Implementáció

Bináris fa tömbben

A bináris kupacok implementálása gyakran tömbökkel történik a más, bináris fa szerkezetű adatszerkezetek helyett. Ennek magyarázata az, hogy mivel a bináris kupac teljes bináris fa, tömbben kevesebb helyet foglal, mivel nincs szükség mutatók tárolására. A bináris kupac tömbös implementációja egy implicit adatszerkezet - azaz nincs szükségünk O(1)-nél több adat tárolására, mint maguk az adatszerkezet elemei. Tömbbel való implementációkor kétféleképpen határozhatjuk meg a gyökérelem helyét:
- Ha a gyökérelem a 0. indexre helyezzük, akkor felesleges helyfoglalást nem végzünk, de bonyolultabb a hozzátartozók meghatározása: egy adott i indexű elem leszármazottai 2i+1 és 2i+2, felmenője pedig (i-1)/2 alsó egészrésze. Ezt a tárolási módot alkalmaztuk a fenti példakódokban is.
- Ha a gyökérelem az 1. indexű, akkor a 0. indexen egyéb hasznos adatot tárolhatunk (pl. tömb mérete). A hozzátartozók meghatározása is egyszerűbb: i leszármazottai 2i és 2i+1, felmenője pedig i/2 alsó egészrésze.

A bináris kupacokat implementálhatjuk a szokásos bináris faszerkezetként is, de ekkor bonyolultabb a szomszédos elemek meghatározása.